# Jan IV van Rieux
Jan IV van Rieux (27 juni 1447 - 9 februari 1518) was van 1458 tot 1518 heer van Rieux en graaf van Harcourt. Hij behoorde tot het huis Rieux.

## Levensloop
Jan IV was de zoon van heer Frans van Rieux en diens echtgenote Johanna, dochter van burggraaf Alain IX van Rohan. In 1458 volgde hij zijn vader op als heer van Rieux, Rochefort en Largoët, baron van Ancenis, burggraaf van Donges en graaf van Harcourt.
In 1470 werd hij benoemd tot maarschalk van Bretagne en in 1472 kreeg hij de titel van generaal in het Bretonse leger. Vervolgens werd hij in 1476 benoemd tot kapitein van de stad Rennes en in 1488 tot kapitein van de stad Nantes. Na de dood van hertog Frans II van Bretagne in 1488 werd hij eveneens voogd van diens minderjarige dochter Anna. 
In 1488 commandeerde hij het Bretonse leger tegen koning Karel VIII van Frankrijk. Dit leger werd echter verslagen in de Slag bij Saint-Aubin-du-Cormier. Later vocht hij aan de zijde van Karel VIII in de Italiaanse Oorlogen, waar hij zich wist te onderscheiden.
In februari 1518 stierf Jan IV van Rieux op 70-jarige leeftijd.

## Huwelijken en nakomelingen
In 1461 huwde Jan met zijn eerste echtgenote Françoise Raguenel (overleden in 1481), vrouwe van Malestroit. Ze kregen een dochter:
- Françoise (overleden in 1532), huwde in 1482 met François de Laval, heer van Châteaubriant

In 1495 huwde hij met zijn tweede echtgenote Claude de Maillé, die hetzelfde jaar nog omkwam in een brand in het kasteel van Argoët. Het huwelijk bleef kinderloos.
In 1496 huwde hij met zijn derde echtgenote Isabella van Brosse (overleden in 1527), dochter van Jan III van Brosse, graaf van Penthièvre. Ze kregen vier kinderen:
- Claude (1497-1532), heer van Rieux en graaf van Harcourt
- Frans, heer van Assérac
- Jan V (1503-1563), heer van Châteauneuf en Sourdeac en bisschop van Saint-Brieuc en Tréguier
- Péronnelle